# 크라이 마초
《크라이 마초》(영어: Cry Macho)는 2021년 개봉한 미국의 서부 드라마 영화이다. 클린트 이스트우드가 감독과 주연을 맡으며, N. 리처드 내시의 동명 소설이 영화의 원작이다.
2021년 9월 17일 미국에서는 극장 개봉과 함께 HBO 맥스 동시 공개되었다.

## 줄거리
1979년, 텍사스의 한때 잘 나가던 로데오 스타였던 마이크 마일로는 부상으로 은퇴한 상태이다. 1년 후, 과거 그의 고용주였던 하워드 폴크는 멕시코시티에 있는 자신의 15살 아들 라포를 데려와달라는 부탁을 한다. 마이크는 이를 수락하고 멕시코시티에서 라포의 어머니 레타를 만난다. 레타는 아들을 보내려는 하워드의 이전 시도가 실패했었기에 마이크에게 호의적으로 대하는 척 하지만, 실제로는 아들이 범죄에 연루되어 닭싸움에 참여하고 있음을 알려준다. 마이크는 경찰의 급습으로 중단된 닭싸움에서 라포를 발견하고, 그의 아버지가 그를 원한다고 설득하여 함께 텍사스로 떠나기로 한다.
마이크와 라포는 텍사스로 향하는 여정에서 서로의 삶에 대해 이야기하며 가까워진다. 라포가 과거 어머니의 부하들에게 학대받았던 사실과 "마초"의 의미에 대한 대화도 나눈다. 그들은 식당에서 하워드에게 라포를 찾았음을 알리고, 이후 레타의 부하인 아우렐리오에게 납치당할 위기에 처하지만, 라포의 기지로 그를 제압한다. 차를 도둑맞는 등 여러 고생 끝에 우연히 만난 식당 주인 마르타의 도움을 받아 경찰을 피하고, 잠시 시골 마을에 머무르며 야생마 조련을 통해 라포에게 말 타는 법을 가르친다. 마이크는 과거 사고로 아내와 자녀를 잃은 아픔을 라포에게 이야기하며 더욱 가까워진다.
하워드는 마이크에게 라포를 데려오려는 진짜 이유가 레타와 돈을 놓고 법정 다툼을 벌이기 위한 것이라고 밝힌다. 이 사실을 알게 된 라포는 실망하지만, 아버지에게 가고 싶어 한다. 마침내 국경에 도착하자, 아우렐리오가 나타나 총으로 위협하지만, 라포의 닭 마초가 활약하여 위기를 벗어난다. 라포는 아버지를 만나기 위해 미국으로 떠나고, 마이크는 마초를 맡아 키우며 멕시코에 남아 마르타에게 돌아간다.

## 출연
- 클린트 이스트우드 - 마이크 마일로 역
- 드와이트 요아캄 - 하워드 포크 역
- 에두아르도 미네트 - 라파엘 포크 역
- 나탈리아 트라벤 - 마르타 역
- 페르난다 우레홀라 - 레타 역
- 오라시오 가르시아 로하스 - 아우렐리오 역